# David Turnley
David Carl Turnley, né le 22 juin 1955 à Fort Wayne en Indiana, est un photographe américain. Il remporte deux fois le World Press Photo of the Year.

## Biographie
Il est le frère jumeau de Peter Turnley, également photojournaliste.

## Expositions
Liste non exhaustive
- 2021 : Rétrospective, festival Visions d’Ailleurs, Martagny, du 2 juillet au 11 septembre[1]
- 2021 : New York, trois visions du 11 septembre 2001, exposition collective avec Michel Setboun et Peter Turnley, festival Visions d’Ailleurs, Martagny, du 2 juillet au 11 septembre[2]

## Prix et distinctions
- 1985 : Prix Oscar-Barnack
- 1988 : World Press Photo of the Year
- 1989 : Prix Robert Capa Gold Medal
- 1990 : Prix Pulitzer de la photographie d'article de fond